# بيلي نيل
بيلي نيل (بالإنجليزية: Billy Neil)‏ (10 نوفمبر 1944 في المملكة المتحدة - ) هو لاعب كرة قدم بريطاني في مركز جناح ‏. لعب مع نادي ميلوول.

## وصلات خارجية
- بيلي نيل على موقع قاعدة بيانات كرة القدم.إي يو (الإنجليزية)